# Jack Medica
Jack Chapman Medica (ur. 5 października 1914 w Seattle, zm. 15 kwietnia 1985 w Carson City) – amerykański pływak. Trzykrotny medalista olimpijski z Berlina.
Specjalizował się w stylu dowolnym. Zawody w 1936 były jego jedynymi igrzyskami olimpijskimi. Triumfował na dystansie 400 m kraulem, był drugi na 1500 m stylem dowolnym oraz w sztafecie kraulowej 4 × 200 m (razem z nim płynęli: Ralph Flanagan, John Macionis i Paul Wolf). Był wielokrotnym mistrzem NCAA i rekordzistą świata.
W 1966 został przyjęty do International Swimming Hall of Fame.